# Бермудские Острова на летних Олимпийских играх 2004
Бермуды принимала участие в Летних Олимпийских играх 2004 года в Афинах (Греция) в пятнадцатый раз за свою историю, но не завоевала ни одной медали. Сборную страны представляли 5 женщин.